# Гасанабад-е Кара-Дарбанд
Гасанабад-е Кара-Дарбанд (перс. حسن ابادقره دربند) — село в Ірані, у дегестані Гакімабад, у Центральному бахші, шахрестані Зарандіє остану Марказі. За даними перепису 2006 року, його населення становило 51 особу, що проживали у складі 10 сімей.

## Клімат
Середня річна температура становить 14,65 °C, середня максимальна – 32,97 °C, а середня мінімальна – -7,18 °C. Середня річна кількість опадів – 234 мм.
| Клімат поселення                              | Клімат поселення | Клімат поселення | Клімат поселення | Клімат поселення | Клімат поселення | Клімат поселення | Клімат поселення | Клімат поселення | Клімат поселення | Клімат поселення | Клімат поселення | Клімат поселення | Клімат поселення |
| Показник                                      | Січ.             | Лют.             | Бер.             | Квіт.            | Трав.            | Черв.            | Лип.             | Серп.            | Вер.             | Жовт.            | Лист.            | Груд.            |                  |
| Середній максимум, °C                         | 9,48             | 11,20            | 16,11            | 22,81            | 27,56            | 32,29            | 32,97            | 32,19            | 28,41            | 22,12            | 15,45            | 9,41             |                  |
| Середня температура, °C                       | 1,15             | 2,86             | 7,78             | 14,48            | 19,22            | 23,96            | 27,28            | 26,50            | 22,71            | 16,41            | 9,75             | 3,72             |                  |
| Середній мінімум, °C                          | −7,18            | −5,47            | −0,56            | 6,14             | 10,88            | 15,62            | 21,58            | 20,80            | 17,02            | 10,72            | 4,04             | −1,98            |                  |
| Норма опадів, мм                              | 32               | 32               | 44               | 30               | 23               | 4                | 2                | 1                | 1                | 12               | 21               | 32               |                  |
| Середньомісячна швидкість вітру, м/с          | 1.40             | 2.02             | 2.82             | 3.02             | 2.74             | 2.69             | 2.75             | 2.60             | 2.28             | 2.18             | 1.99             | 1.39             |                  |
| Середньомісячна сонячна радіація, кДж/м²·день | 9075             | 11926            | 14396            | 18025            | 22094            | 26051            | 25824            | 23480            | 19873            | 14555            | 10766            | 8721             |                  |
| --------------------------------------------- | ---------------- | ---------------- | ---------------- | ---------------- | ---------------- | ---------------- | ---------------- | ---------------- | ---------------- | ---------------- | ---------------- | ---------------- | ---------------- |
| Джерело:                                      |                  |                  |                  |                  |                  |                  |                  |                  |                  |                  |                  |                  |                  |